# Dark Horse Tour
Dark Horse Tour – trasa koncertowa kanadyjskiej formacji rockowej Nickelback, promująca szósty studyjny album zespołu, „Dark Horse” wydany w listopadzie 2008 roku. Trasa koncertowa liczyła w sumie 98 występów, została także podzielona na 6 etapów. Trasa ta jest znacznie krótsza od poprzedniej, „All the Right Reasons Tour”, która trwała blisko 2 lata i liczyła łącznie 162 występy.
Zespół jeszcze przed oficjalnym rozpoczęciem trasy przyleciał do Wielkiej Brytanii, na serię 9 przedpremierowych koncertów, które odbyły się od 8 do 21 sierpnia 2008 roku. Oficjalna trasa rozpoczęła się 25 lutego 2009 roku, koncertem w Nashville w Stanach Zjednoczonych. Podczas pierwszego etapu trwania trasy po Ameryce Północnej, zespół supportowały grupy Hinder, Papa Roach, Seether, Saving Abel, Shinedown oraz Breaking Benjamin. Podczas drugiego etapu trasy po Wielkiej Brytanii, zespół był supportowany przez grupę Black Stone Cherry. Podczas trwania pierwszego etapu, zespół bardzo często występował na swych koncertach z wokalistą grupy Seether Shaunem Morganem, z którym to był wykonywany cover zespołu Filter „Hey Man, Nice Shot”. Natomiast podczas angielskiej trasy, zespół wykonywał cover grupy AC/DC „Highway to Hell” wraz z wokalistą grupy Black Stone Cherry, Chrisem Robertsonem. Także podczas trasy, grupa wystąpiła w kwietniu w Vancouver na gali rozdania nagród Juno Awards, gdzie zespół zdobył 3 statuetki. Podczas trwania trasy zespół włączył do swego repertuaru także cover grupy Kings of Leon „Use Somebody”, który wykonuje gitarzysta grupy Ryan Peake, oraz utwór „Friends in Low Places” z repertuaru muzyka Gartha Brooksa. Czwarty etap trasy odbył się w Australii oraz Nowej Zelandii. Jako support wystąpił miejscowy zespół Sick Puppies. Piąty etap trasy odbędzie się w Europie, a jako support wystąpi grupa Daughtry.

## Support
| - Saving Abel (Ameryka Północna) 1. „New Tattoo” 2. „Beautiful You” 3. „18 Days” 4. „Drowning (Face Down)” 5. „Addicted" - Hinder (Ameryka Północna) 1. „Use Me” 2. „Take It To The Limit” 3. „Heaven Sent” 4. „Thing For You” 5. „How Long” 6. „Up All Night” 7. „Lips Of An Angel” 8. „Get Stoned" - Papa Roach (Ameryka Północnaj) 1. „Between Angels and Insects” 2. „Getting Away With Murder” 3. „Hollywood Whore” 4. „Forever” 5. „Lifeline” 6. „Had Enough” 7. „Scars” 8. „Last Resort” - Black Stone Cherry (Wielka Brytania) 1. „Rain Wizard” 2. „Blind Man” 3. „Please Come In” 4. „Lonely Train” 5. „Soul Creek” 6. „Things My Father Said” 7. „Reverend Wrinkle” 8. „Maybe Someday" | - Seether (Ameryka Północna) 1. „Burrito” 2. „Gasoline” 3. „Fine Again” 4. „Broken” 5. „FMLYHM” 6. „BreakDown” 7. „Careless Whisper” (George Michael cover) 8. „Rise Above This” 9. „Fake It” 10. „Remedy" - Shinedown (Ameryka Północna, Kanada) 1. „Sound of Madness” 2. „Devour” 3. „Cyanide Sweet Tooth Suicide” 4. „If You Only Knew” 5. „The Crow and The Butterfly” 6. „Save Me” 7. „Simple Man” (Lynyrd Skynyrd cover) 8. „Second Chances" - Sick Puppies (Kanada) 1. „Street Fighter (War)” 2. „Pitiful” 3. „All The Same” 4. „Odd One” 5. „You're Going Down” - Breaking Benjamin (Ameryka Północna, Kanada) 1. „I Will Not Bow” 2. „Until the End” 3. „Had Enough” 4. „Blow Me Away” 5. „Sooner Or Later” 6. „So Cold” 7. „Give Me A Sign” 8. „Polyamorous” 9. „Breath” 10. „The Diary of Jane" |

## Setlista
Utwory grane podczas trasy koncertowej:
| 1. „Something in Your Mouth” 2. „Because of You” 3. „Photograph” 4. „Figured You Out” 5. „Savin’ Me” 6. „Far Away” 7. - „Hey Man, Nice Shot” (Filter cover feat. Shaun Morgan) (Północna Ameryka I) - „Highway to Hell” (AC/DC cover) (Wielka Brytania oraz Północna Ameryka II) 8. „Gotta Be Somebody” 9. „If Everyone Cared” 10. - „If Today Was Your Last Day” - „Friends in Low Places” (Garth Brooks cover) (Australia) 11. „Rockstar” 12. „Sad but True"/"S.E.X.” medley 13. „Burn it to the Ground” 14. Drum solo/"Fight for All the Wrong Reasons” jam 15. „How You Remind Me” 16. „Too Bad” Bis: 1. „Use Somebody” (Kings of Leon cover) 2. „Someday” 3. „Animals” | 1. Burn it to the Ground 2. Hollywood 3. - Flat on the Floor 4. Photograph 5. Leader of Men 6. - Tequila Makes Her Clothes Fall Off (Joe Nichols cover) 7. Savin’ Me 8. - Dude (Looks Like a Lady) (Aerosmith cover) 9. Shakin’ Hands 10. Far Away 11. Something in Your Mouth 12. Never Gonna Be Alone 13. - Patience (Guns N’ Roses cover) 14. - Don’t Stop Believing (Journey cover) 15. This Afternoon 16. - Friends in Low Places (Garth Brooks cover) 17. If Today Was Your Last Day 18. - Wanted Dead or Alive (Bon Jovi cover) 19. Rockstar 20. - Sad but True (Metallica cover)/"S.E.X.” medley 21. Drum Solo 22. - Next Contestant 23. Animals 24. Too Bad 25. How You Remind Me Bis: 1. Gotta Be Somebody 2. - „The Four Horsemen” (Metallica cover) 3. Someday 4. Figured You Out |

## Zespół
Nickelback
- Chad Kroeger – śpiew, gitara rytmiczna
- Ryan Peake – gitara prowadząca, wokal wspierający (śpiew w utworze „Use Somebody”)
- Mike Kroeger – gitara basowa
- Daniel Adair – perkusja, chórki

Ekipa
- Kevin Zaruk – tour manager
- Donnie Floyd – stage manager
- Jerry Prater – asystent stage manager
- Timmy Dawson – techniczny Chada Kroegera (ekipa techniczna)
- Kris Dawson – techniczny Ryana Peake (ekipa techniczna)
- Andrew Mawhinney – techniczny Daniela Adaira (ekipa techniczna)
- David Ginoish – techniczny Mike Kroegera (ekipa techniczna)
- Steve Joseph – obsługa techniczna (efekty pirotechniczne)
- Chris Maeder – lighting designer
- Chris Wilmot – ochrona
- Chris Louben – ochrona

Gościnnie
- Shaun Morgan – śpiew w utworze „Hey Man, Nice Shot” (Filter)
- Chris Robertson – śpiew w utworze „Highway to Hell” (AC/DC)
- Jacoby Shaddix – śpiew w utworze „Highway to Hell” (AC/DC)
- Garth Brooks – śpiew w utworze „Friends in Low Places”
- Ace Frehley – gitara rytmiczna w utworze ”Highway to Hell”

## Europejskie koncerty przedpremierowe
- 09/08/08  Kolonia – Lanxess Arena
- 09/09/08  Stuttgart – Schleyerhalle
- 09/12/08  Belfast – Odyssey Arena
- 09/13/08  Dublin – RDS Arena
- 09/15/08  Manchester – MEN Arena
- 09/16/08  Sheffield – Sheffield Arena
- 09/18/08  Birmingham – NEC Arena
- 09/19/08  Londyn – O2 Arena
- 09/21/08  Londyn – Wembley Arena

## Koncerty

### Dark Horse Tour
- I Etap: 25 lutego–26 kwietnia 2009

- 02/25/09  Nashville – Sommet Center
- 02/27/09  Lexington – Rupp Arena
- 02/28/09  Detroit – Joe Louis Arena
- 03/02/09  Toronto – Air Canada Centre
- 03/03/09  Hamilton – Copps Coliseum
- 03/05/09  Worcester – DCU Center
- 03/06/09  East Rutherford – Izod Center
- 03/08/09  Uncasville – Mohegan Sun Arena
- 03/09/09  Philadelphia – Wachovia Center
- 03/11/09  Columbus – Nationwide Arena
- 03/12/09  Chicago – Allstate Arena
- 03/14/09  Milwaukee – Bradley Center
- 03/15/09  Moline – iWireless Center
- 03/17/09  Omaha – Qwest Events Center
- 03/18/09  Des Moines – Wells Fargo Arena
- 04/01/09  Edmonton – Rexall Place
- 04/02/09  Calgary – Pengrowth Saddledome
- 04/04/09  Saskatoon – Credit Union Centre
- 04/05/09  Winnipeg – MTS Centre
- 04/07/09  Minneapolis – Target Center
- 04/08/09  Kansas City – Sprint Center
- 04/10/09  Tulsa – BOK Center
- 04/11/09  Dallas – SuperPages.com Center
- 04/13/09  Bossier City – CenturyTel Center
- 04/14/09  San Antonio – AT&T Center
- 04/16/09  Houston – Toyota Center
- 04/17/09  Nowy Orlean – New Orleans Arena
- 04/19/09  Little Rock – Alltel Arena
- 04/22/09  Jacksonville – Veterans Memorial Arena
- 04/23/09  Atlanta – Lakewood Amphitheater
- 04/25/09  West Palm Beach – Cruzan Amphitheatre
- 04/26/09  Tampa – Ford Amphitheatre

### Dark Horse Tour – Trasa Europejska
- II Etap: 22 maja–29 maja 2009

- 05/22/09  Manchester – MEN Arena
- 05/23/09  Glasgow – Scottish Exhibition and Conference Centre
- 05/25/09  Newcastle – Metro Radio Arena
- 05/26/09  Birmingham – National Indoor Arena
- 05/28/09  Londyn – O2 Arena
- 05/29/09  Sheffield – Sheffield Arena

### Ameryka Północna
- III Etap: 10 lipca–12 września 2009

- 07/10/09  Darien – Darien Lake Performing Arts Center
- 07/11/09  Camden – Susquehanna Bank Center
- 07/14/09  Scranton – Toyota Pavilion at Montage Mountain
- 07/15/09  Wantagh – Nikon at Jones Beach Theater
- 07/17/09  Hershey – Hersheypark Stadium
- 07/18/09  Pittsburgh – Post-Gazette Pavilion
- 07/21/09  Holmdel – PNC Bank Arts Center
- 07/22/09  Saratoga Springs – Saratoga Performing Arts Center
- 07/24/09  Boston – Comcast Center for the Performing Arts
- 07/25/09  Hartford – New England Dodge Music Center
- 07/28/09  Virginia Beach – Verizon Wireless Amphitheatre
- 07/29/09  Waszyngton – Nissan Pavilion
- 07/31/09  Charlotte – Verizon Wireless Amphitheatre
- 08/01/09  Raleigh – Time Warner Cable Music Pavilion at Walnut Creek
- 08/09/09  Toronto – Molson Amphitheatre (Odwołany)
- 08/11/09  Detroit – DTE Energy Music Theatre
- 08/12/09  Detroit – DTE Energy Music Theatre
- 08/14/09  Cleveland – Blossom Music Center
- 08/15/09  Indianapolis – Verizon Wireless Music Center
- 08/17/09  Birmingham – Verizon Wireless Music Center
- 08/19/09  Cincinnati – Riverbend Music Center
- 08/21/09  Chicago – First Midwest Bank Amphitheatre
- 08/22/09  St. Louis – Verizon Wireless Amphitheatre
- 08/25/09  Denver – Fiddler’s Green Amphitheatre
- 08/26/09  Salt Lake City – USANA Amphitheatre
- 08/28/09  Portland – The Amphitheater at Clark County
- 08/29/09  George – Gorge Amphitheatre
- 08/31/09  Sacramento – Sleep Train Amphitheatre
- 09/01/09  Mountain View – Shoreline Amphitheatre
- 09/03/09  Irvine – Verizon Wireless Amphitheatre
- 09/05/09  San Diego – Cricket Wireless Amphitheatre
- 09/06/09  Las Vegas – MGM Grand Garden Arena
- 09/08/09  Glendale – Jobing.com Arena
- 09/09/09  Albuquerque – Journal Pavilion
- 09/12/09  Houston – Cynthia Woods Mitchell Pavilion

### Australia i Nowa Zelandia
- IV Etap: 7 listopada–21 listopada 2009

- 11/07/09  Auckland – Vector Arena
- 11/10/09  Brisbane – Brisbane Entertainment Centre (Odwołany)
- 11/11/09  Brisbane – Brisbane Entertainment Centre
- 11/13/09  Sydney – Acer Arena
- 11/14/09  Sydney – Acer Arena
- 11/16/09  Melbourne – Rod Laver Arena
- 11/17/09  Melbourne – Rod Laver Arena
- 11/19/09  Adelaide – Adelaide Entertainment Centre
- 11/21/09  Perth – Burswood Dome

### Dark Horse Tour – Trasa Europejska
- V Etap: 17 stycznia 2010 – 5 lutego 2010

- 01/17/10  Liverpool – Echo Arena
- 01/19/10  Londyn – Wembley Arena
- 01/21/10  Bazylea – St. Jakobshalle
- 01/23/10  Linz – Intersport Arena
- 01/26/10  Mannheim – SAP Arena
- 01/27/10  Luksemburg – Rockhal
- 01/29/10  Oberhausen – König Pilsener Arena
- 01/30/10  Monachium – Olympiahalle
- 02/01/10  Hamburg – Color Line Arena
- 02/05/10  Dubaj – Media City Amphitheater

### Dark Horse Tour – Ameryka Północna
- VI Etap: 3 kwietnia 2010 – 3 czerwca 2010

- 04/03/10  Atlantic City – Boardwalk Hall
- 04/06/10  London – John Labatt Centre
- 04/08/10  Toronto – Air Canada Centre
- 04/09/10  Montreal – Bell Centre
- 04/11/10  Ottawa – Scotiabank Place
- 04/13/10  Waszyngton – Verizon Center
- 04/14/10  Hampton – Hampton Coliseum
- 04/16/10  Greenville – Bi-Lo Center
- 04/17/10  Greensboro – Greensboro Coliseum
- 04/19/10  Orlando – Amway Arena
- 04/21/10  Atlanta – Philips Arena
- 04/23/10  St. Louis – Scottrade Center
- 04/24/10  Tulsa – BOK Center
- 04/26/10  Kansas City – Sprint Center
- 05/05/10  Spokane – Spokane Arena
- 05/07/10  Tacoma – Tacoma Dome
- 05/08/10  Portland – Memorial Coliseum
- 05/10/10  Boise – Idaho Center
- 05/14/10  Wichita – Intrust Bank Arena
- 05/15/10  Dallas – American Airlines Center
- 05/18/10  Chicago – Allstate Arena
- 05/19/10  Grand Rapids – Van Andel Arena
- 05/21/10  Milwaukee – Bradley Center
- 05/22/10  Indianapolis – Verizon Wireless Music Center
- 05/24/10  Minneapolis – Target Center
- 05/25/10  Omaha – Qwest Events Center
- 05/27/10  Fargo – Fargodome
- 05/28/10  Winnipeg – MTS Centre (Odwołany)
- 05/29/10  Saskatoon – Credit Union Centre
- 05/31/10  Calgary – Pengrowth Saddledome
- 06/01/10  Edmonton – Rexall Place
- 06/03/10  Vancouver – General Motors Place

## Galeria

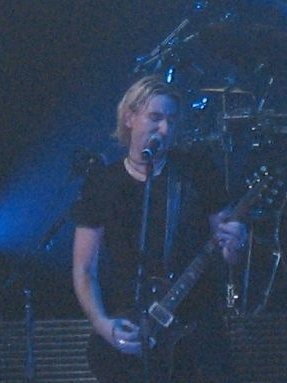
Chad Kroeger podczas koncertu w Dublinie
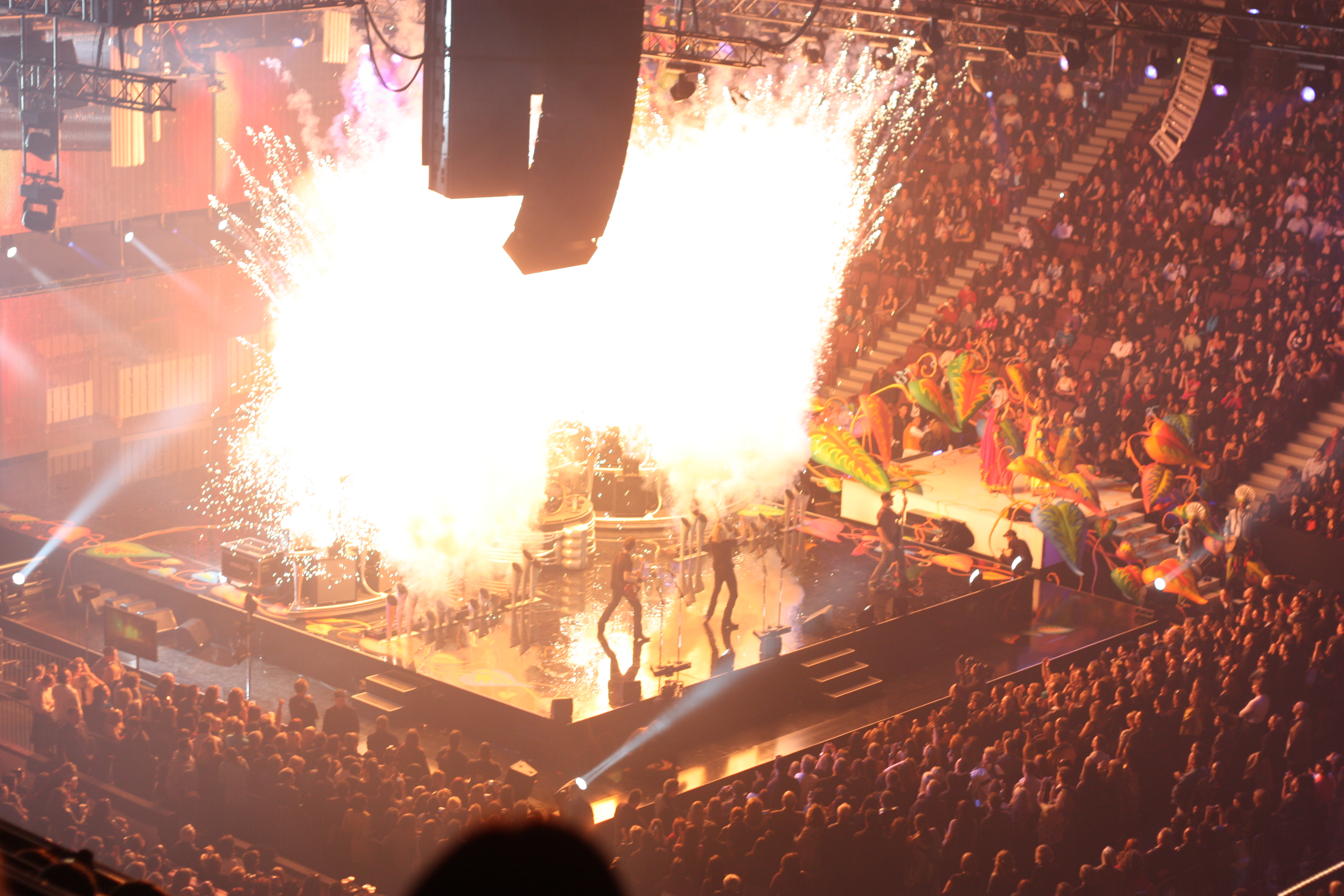
Nickelback podczas występu na Juno Awards, 2009
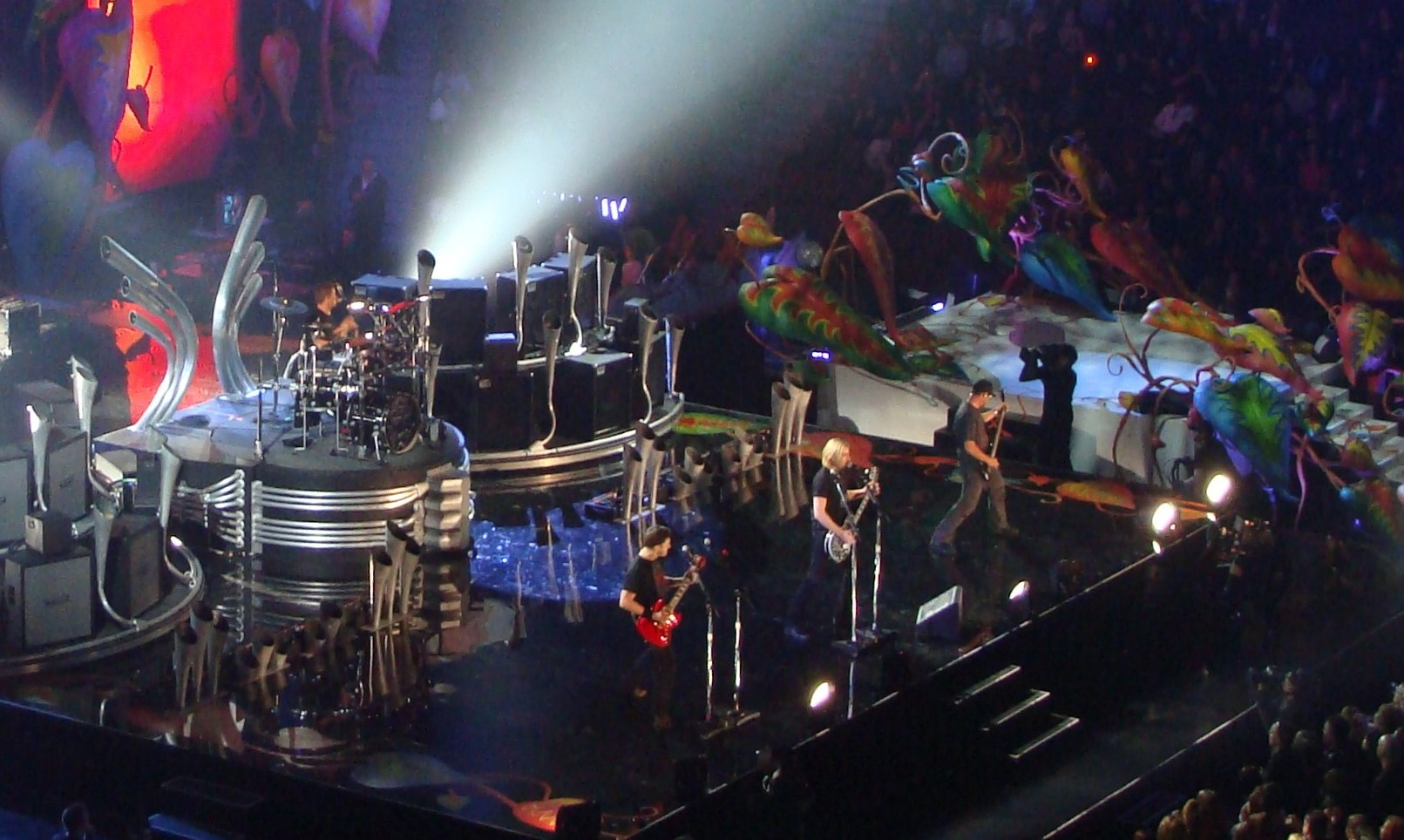
Nickelback podczas występu na Juno Awards, 2009
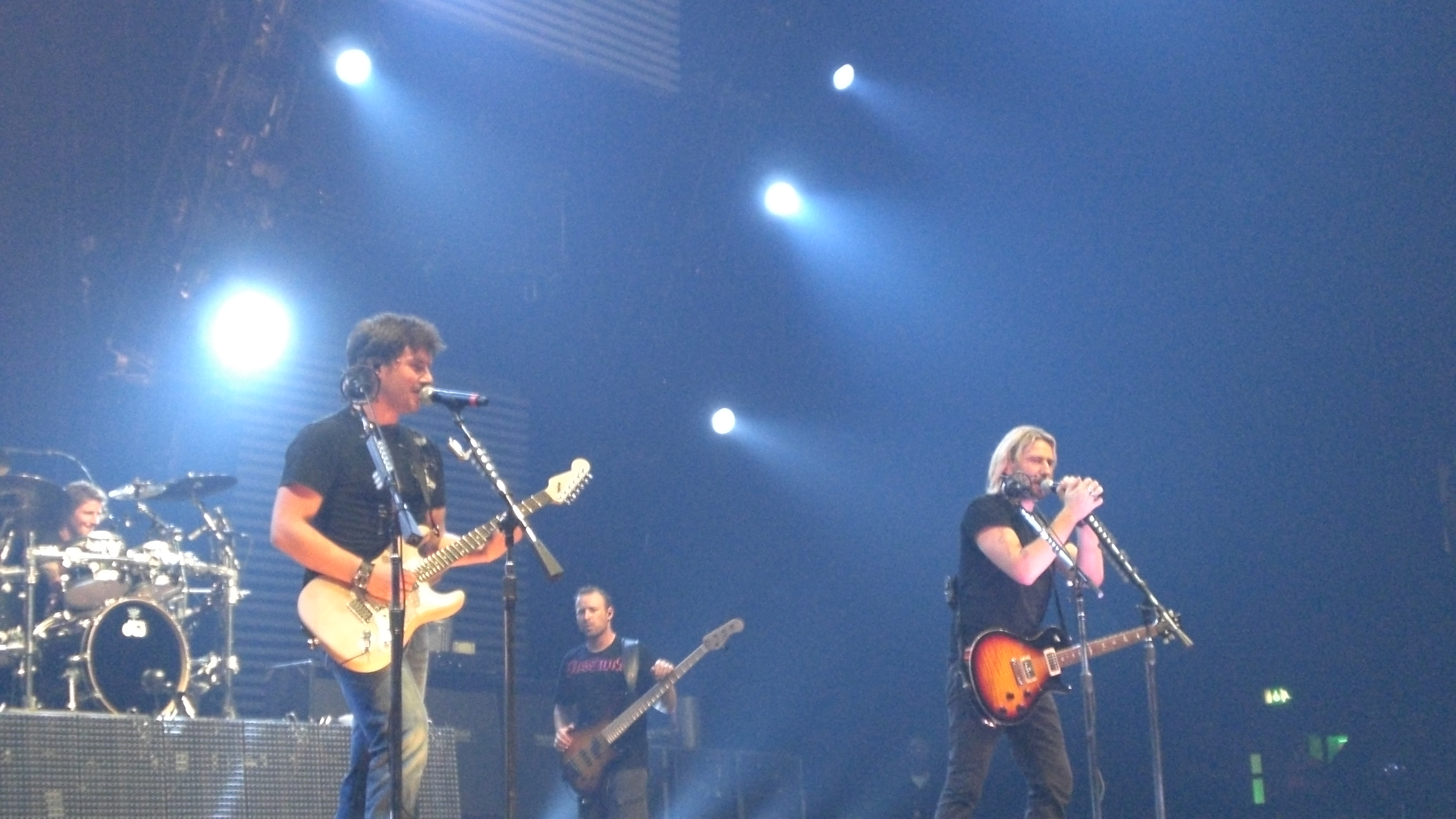
Nickelback podczas występu na Wembley Arena
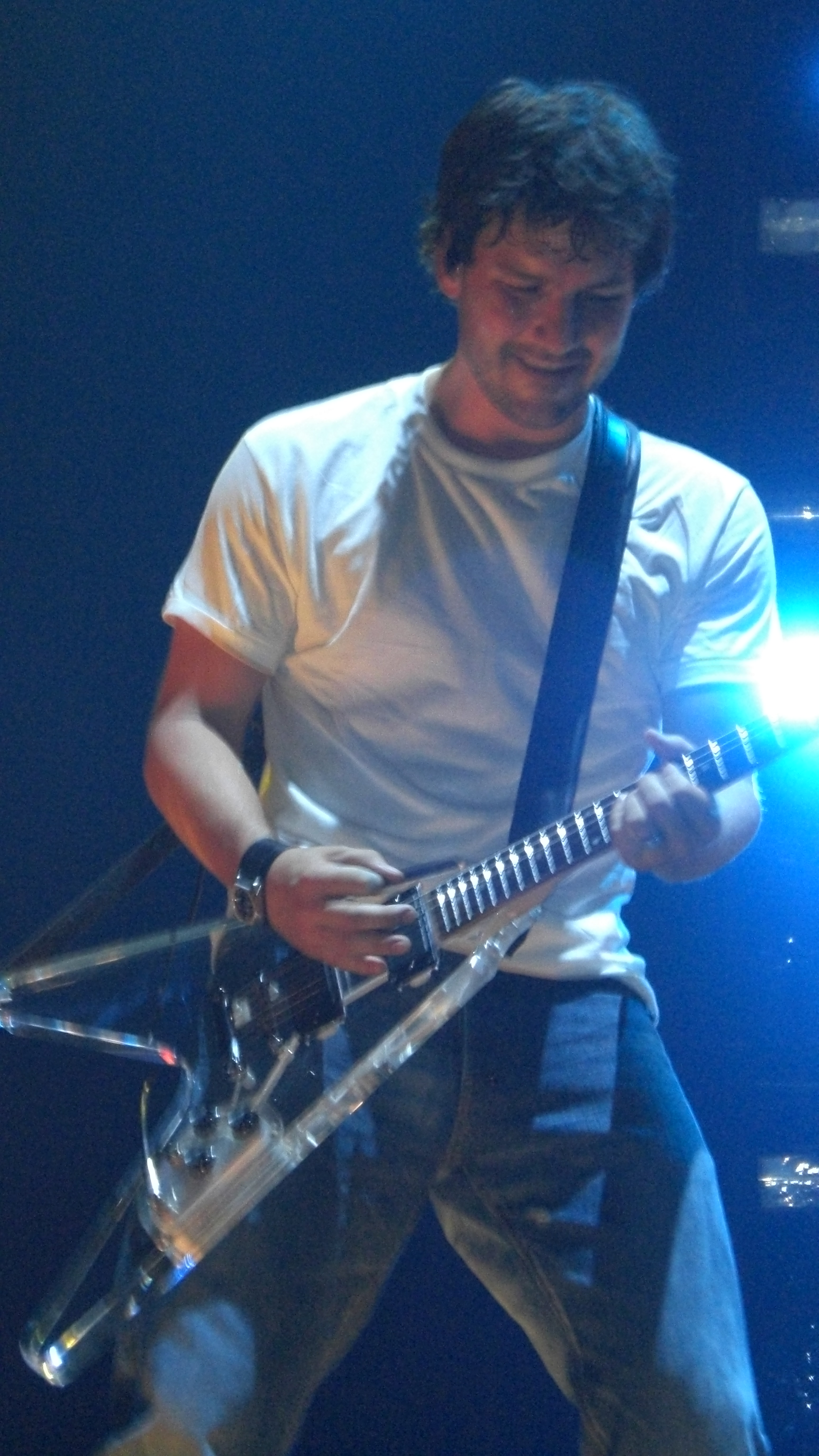
Ryan Peake podczas koncertu w Anglii, 2009

## Sprzedaż biletów
| Miejsce                             | Miasto           | Sprzedaż biletów / Sprzedaż procentowa | Dochód       |
| ----------------------------------- | ---------------- | -------------------------------------- | ------------ |
| Sommet Center                       | Nashville        | 13 754 / 13 754 (100%)                 | 783 757 $    |
| Rupp Arena                          | Lexington        | 17 227 / 17 227 (100%)                 | 957 951 $    |
| Joe Louis Center                    | Detroit          | 17 030 / 17 030 (100%)                 | 948 719 $    |
| Air Canada Centre                   | Toronto          | 14 261 / 14 261 (100%)                 | 890 403 $    |
| Copps Coliseum                      | Hamilton         | 11 554 / 11 554 (100%)                 | 680 003 $    |
| DCU Center                          | Worcester        | 12 116 / 12 116 (100%)                 | 740 210 $    |
| Izod Center                         | East Rutheford   | 16 035 / 16 035 (100%)                 | 894 713 $    |
| Mohegan Sun Arena                   | Uncasville       | 7 701 / 7701 (100%)                    | 466 800 $    |
| Allstate Arena                      | Filadelfia       | 13 201 / 13 201 (100%)                 | 858 993 $    |
| Nationwide Arena                    | Columbus         | 14 075 / 14 075 (100%)                 | 774 398 $    |
| Allstate Arena                      | Rosemont         | 14 141 / 14 141 (100%)                 | 879 944 $    |
| Bradley Center                      | Milwaukee        | 15 129 / 15 129 (100%)                 | 809 323 $    |
| i Wireless Center                   | Moline           | 10 877 / 10 877 (100%)                 | 618 238 $    |
| Qwest Center                        | Omaha            | 15 369 / 15 369 (100%)                 | 843 612 $    |
| Wells Fargo Arena                   | Des Moines       | 12 046 / 12 046 (100%)                 | 617 306 $    |
| Target Center                       | Minneapolis      | 14 075 / 14 075 (100%)                 | 824 875 $    |
| Darien Lake Performing Arts Center  | Darien           | 21 752 / 21 752 (100%)                 | 824 002 $    |
| Susquehanna Bank Center             | Camdem           | 14 437 / 25 317 (59%)                  | 518 575 $    |
| Toyota Pavilion at Montage Mountain | Scranton         | 16 958 / 16 958 (100%)                 | 549 210 $    |
| Nikon at Jones Beach Theater        | Wantagh          | 13 424 / 13 810 (97%)                  | 608 027 $    |
| Post-Gazette Pavilion at Star Lake  | Burgettstown     | 21 079 / 23 145 (93%)                  | 742 158 $    |
| Hershey Park Stadium                | Hershey          | 19 460 / 19 460 (100%)                 | 1 050 558 $  |
| PNC Bank Arts Center                | Holmdel          | 16 208 / 16 914 (96%)                  | 609 897 $    |
| Saratoga Performing Arts Center     | Saratoga Springs | 18 632 / 25 228 (75%)                  | 676 732 $    |
|                                     | Łącznie          | 360 541 / 381 175 (93%)                | 18 168 404 $ |